# Kochanów (Kamienna Góra)

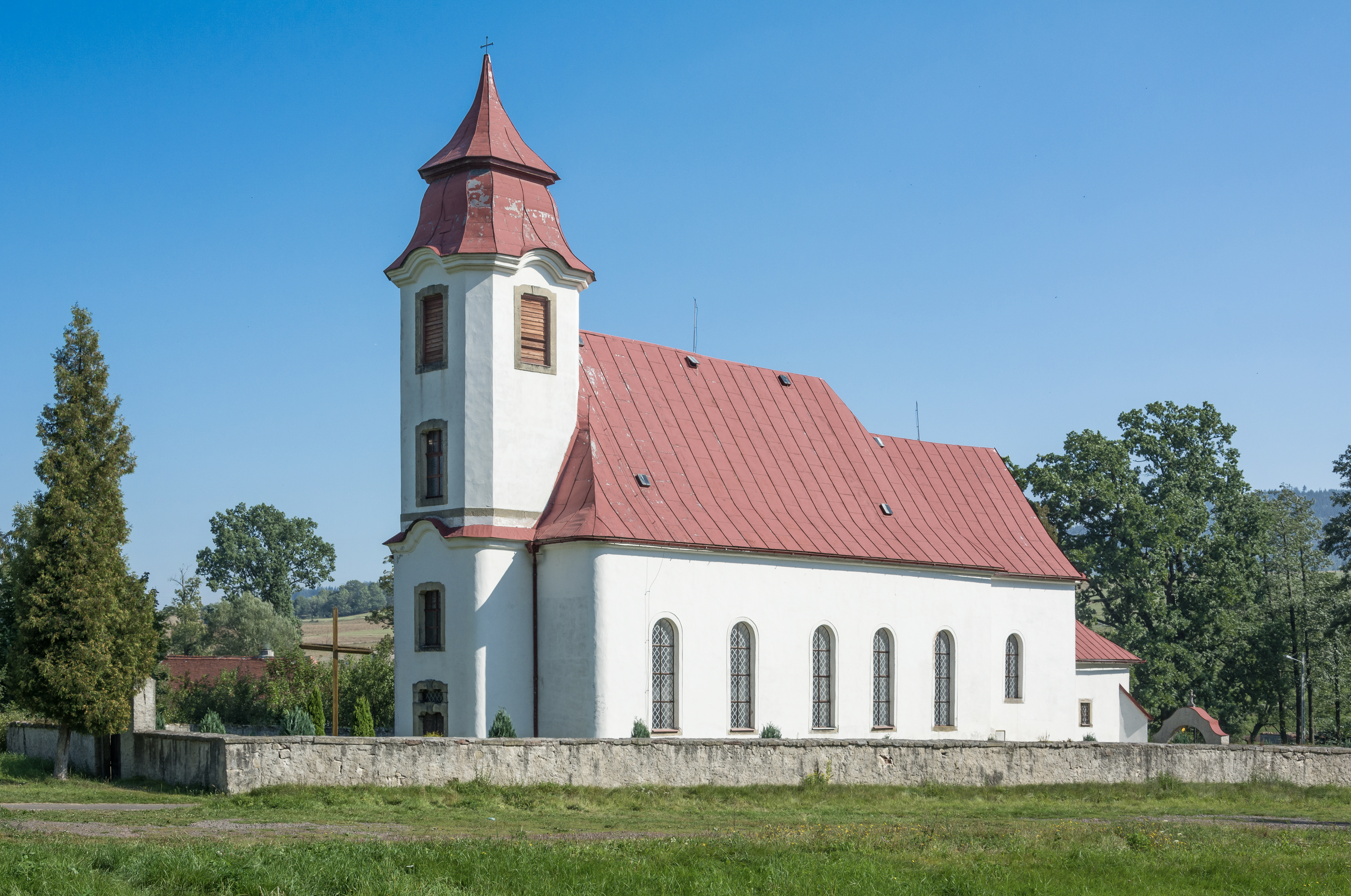
Kirche St. Matthäus

Kochanów (deutsch Trautliebersdorf) ist ein Ortsteil der Landgemeinde Kamienna Góra (Landeshut) im Powiat Kamiennogórski der Woiwodschaft Niederschlesien in Polen.

## Geographie
Kochanów liegt im Waldenburger Bergland, vier Kilometer nordöstlich von Chełmsko Śląskie. Nachbarorte sind Grzędy im Norden, Unisław Śląski im Nordosten, Sokołowsko im Osten, Mieroszów im Südosten, Różana im Süden, Chełmsko Śląskie im Südwesten und Gorzeszów sowie Krzeszówek im Nordwesten. Südlich verläuft die Landesgrenze zu Tschechien, südöstlich liegt der Grenzübergang Mieroszów – Meziměstí.

## Geschichte
Die erste urkundliche Erwähnung von Trautliebersdorf stammt aus dem Jahre 1289, als der böhmische König Wenzel II. Trautliebersdorf zusammen mit den Dörfern Königshan, Kindelsdorf, Michelsdorf und der Stadt Schömberg dem Herzog Bolko I. von Schweidnitz-Jauer schenkte, der es dem Herzogtum Schweidnitz inkorporierte. Sein Enkel Bolko II. schenkte 1365 „Trutlibisdorf“ mit allen Rechten und Einkünften sowie dem Kirchenpatronat und der Gerichtsbarkeit dem von Bolko I. 1292 gegründeten Zisterzienserkloster Grüssau mit der Bestimmung, die Stiftung solle erst nach seinem Tod wirksam werden. Als Grüssauer Stiftsdorf gelangte es nach dem Tod des Herzogs Bolko II. zusammen mit dem Herzogtum Schweidnitz erbrechtlich an Böhmen, wobei Bolkos II. Witwe Agnes von Habsburg bis zu ihrem Tod 1392 ein Nießbrauch zustand.
Im Dreißigjährigen Krieg brannten 1634 kaiserliche Truppen die Kirche in Trautliebersdorf nieder und lagen im darauffolgenden Winter im Stiftsland im Quartier. 1636 setzten kaiserlichen Truppen mutwillig den Pfarrhof in Brand. Der Wiederaufbau der Kirche erfolgte 1638.
Nach dem Ersten Schlesischen Krieg fiel Trautliebersdorf 1742 zusammen mit Schlesien an Preußen. 1810 wurde das Klostergut säkularisiert. Nach der Neugliederung Preußens 1815 gehörte Trautliebersdorf zur Provinz Schlesien und war ab 1816 dem Landkreis Landeshut eingegliedert, mit dem es bis 1945 verbunden blieb. Es bildete eine eigene Landgemeinde und war seit 1874 Sitz des gleichnamigen Amtsbezirk, zu dem auch die Landgemeinde Kindelsdorf gehörte. Von wirtschaftlicher Bedeutung waren mehrere Stein- und Kalksteinbrüche. 1939 lebten 401 Einwohner in Trautliebersdorf.
Als Folge des Zweiten Weltkriegs fiel Trautliebersdorf 1945 wie fast ganz Schlesien an Polen und wurde in Kochanów umbenannt. Die deutsche Bevölkerung wurde vertrieben. Die neu angesiedelten Bewohner waren teilweise Zwangsumgesiedelte aus Ostpolen, das an die Sowjetunion gefallen war. 1975–1998 gehörte Kochanów zur Woiwodschaft Jelenia Góra.

## Sehenswürdigkeiten
- Die Filialkirche St. Matthäus wurde 1638 an der Stelle eines früheren Gotteshauses von 1364 errichtet. Mitte des 18. Jahrhunderts wurde sie barock umgebaut und stilgleich ausgestattet. Die Kirche ist von einer Mauer mit einem Tor umgeben.
- Das Pfarrhaus neben der Kirche stammt aus der Mitte des 18. Jahrhunderts.
- Unterhalb der Kirche befindet sich eine Kapelle aus der Mitte des 19. Jahrhunderts.
- Zahlreiche Wegkreuze und Heiligenfiguren
- Steinerner Gerichtstisch (aus der mittelalterlichen Rechtsprechung) der Gerichtstisch mit acht Sitzplätzen steht auf einem kleinen Hügel, etwa 300 m nördlich vom Dorf. Der ganze Satz wurde aus Sandstein gehauen. Das Objekt ist ein Denkmalunikat im Land.
- Gutshof aus dem Ende des 18. Jahrhunderts

## Söhne und Töchter der Stadt
- Walter Otte, 1936–1976, Todesopfer an der innerdeutschen Grenze